# Atlatonin
Atlatonin nella mitologia azteca, era una divinità madre e dea delle coste. Viene associata a  Tezcatlipoca e, secondo alcune leggende, sarebbe una delle sue mogli. Amava i rituali e pretendeva sacrifici. Per questo motivo veniva spesso impersonificata da giovani vergini. Conosciuta anche col nome di Atlatonal.